# Hilde Gjermundshaug Pedersen
Hilde Gjermundshaug Pedersen (ur. 8 listopada 1964 w Hamar) – norweska biegaczka narciarska uprawiająca także narciarski bieg na orientację. Dwukrotna medalistka olimpijska i sześciokrotna medalistka mistrzostw świata w biegach oraz pięciokrotna medalistka mistrzostw świata w narciarskim biegu na orientację.

## Kariera
W Pucharze Świata w biegach narciarskich zadebiutowała w sezonie 1983/1984 zajmując ostatecznie 45. miejsce w klasyfikacji generalnej. W latach 1985‑1997 zarzuciła biegi narciarskie i zdecydowała się skupić na narciarskim biegu na orientację. Okazało się to słuszną decyzją bowiem w 1992 r., w swoim debiucie na mistrzostwach świata w narciarskim biegu na orientację zdobyła brązowy medal w sztafecie podczas mistrzostw w Pontarlier. W 1993 r. pierwszy raz wystartowała w Pucharze Świata w narciarskim biegu na orientację i od razu zajęła trzecie miejsce w klasyfikacji końcowej. Na mistrzostwach świata w narciarskim biegu na orientację w Val di Non w 1994 r. zdobyła srebrne medale w biegu na krótkim dystansie oraz w sztafecie. W 1995 r. zajęła trzecie miejsce w klasyfikacji końcowej PŚ w narciarskim biegu na orientację. Na mistrzostwach świata w Lillehammer zdobyła srebrny medal na długim dystansie, a w 1997 r. triumfowała w Pucharze Świata. Jej ostatnim sukcesem w narciarskim biegu na orientację jest brązowy medal w sztafecie zdobyty na mistrzostwach świata w Windischgarsten.
W 1997 r. powróciła do biegów narciarskich. Początkowo startowała głównie w zawodach FIS Race i w 
Pucharze Kontynentalnym. Na stałe do PŚ w biegach powróciła w sezonie 1999/2000 zajmując 16. miejsce w klasyfikacji generalnej. W 2001 r. na mistrzostwach świata w Lahti zdobyła wraz z Anitą Moen, Bente Skari i Elin Nilsen srebrny medal w sztafecie 4 × 5 km. Norweżki w składzie Pedersen, Moen, Skari oraz Marit Bjørgen powtórzyły wynik z Lahti podczas igrzysk olimpijskich w Salt Lake City. Igrzyska te były debiutem dla Pedersen chociaż miała już wtedy 37 lat. Na mistrzostwach świata w Val di Fiemme Hilde zdobyła aż trzy medale: razem z Bjørgen, Moen i Vibeke Skofterud srebrny w sztafecie 4 × 5 km oraz brązowe w biegu na 10 km techniką klasyczną oraz w sprincie stylem dowolnym. Ostatnimi i zarazem najbardziej udanymi mistrzostwami świata w jej karierze były mistrzostwa w Oberstdorfie rozgrywane w 2005 r. Razem z Marit Bjørgen zdobyła złoty medal w sprincie drużynowym techniką dowolną oraz złoty medal w sztafecie 4 × 5 km. Norweżki biegły w składzie Pedersen, Bjørgen, Skofterud i Kristin Størmer Steira. Na igrzyskach olimpijskich w Turynie zdobyła brązowy medal w biegu na 10 km stylem klasycznym.
Najlepsze wyniki w Pucharze Świata w biegach osiągnęła w sezonie 2003/2004, kiedy to zajęła 4. miejsce w klasyfikacji generalnej oraz w klasyfikacji biegów dystansowych. Ponadto Pedersen jest najstarszą kobietą, która wygrała zawody Pucharu Świata w biegach narciarskich. Dokonała tego w wieku 41 lat 7 stycznia 2006 roku wygrywając w biegu na 10 km techniką klasyczną w estońskim Otepää.
Hilde jest również laureatką Egebergs Ærespris – nagrody dla norweskich sportowców, którzy wyróżniali się w więcej niż jednym sporcie. Gjermundshaug Pedersen nagrodę tę otrzymała za osiągnięcia w biegach narciarskich oraz narciarskim biegu na orientację.
W styczniu 2008 wygrała siódmy raz złoto na Mistrzostwach Norwegii w biegu na 10 km. W sezonie 2008/2009 nie startowała już w Pucharze Świata, jednak z sukcesami rywalizowała w FIS Marathon Cup – cyklu narciarskich maratonów, gdzie regularnie zajmowała czołowe lokaty.
Jej córki bliźniaczki Eli i Ida, urodzone 6 kwietnia 1988 r. również uprawiają biegi narciarskie.

## Osiągnięcia w biegach narciarskich

### Igrzyska olimpijskie
| Miejsce | Dzień     | Rok  | Miejscowość    | Konkurencja                        | Czas biegu | Strata  | Zwyciężczyni      |
| ------- | --------- | ---- | -------------- | ---------------------------------- | ---------- | ------- | ----------------- |
| 14.     | 9 lutego  | 2002 | Salt Lake City | 15 km stylem dowolnym              | 39:54,4    | +1:53,4 | Stefania Belmondo |
| 6.      | 12 lutego | 2002 | Salt Lake City | 10 km stylem klasycznym            | 28:05,6    | +55,6   | Bente Skari       |
| 14.     | 15 lutego | 2002 | Salt Lake City | 10 km łączony                      | 25:09,9    | +56,1   | Beckie Scott      |
| 19.     | 19 lutego | 2002 | Salt Lake City | Sprint stylem dowolnym             | 3:10,6     | -       | Julija Czepałowa  |
| 2.      | 21 lutego | 2002 | Salt Lake City | Sztafeta 4 × 5 km                  | 49:30,6    | +1,3    | Niemcy            |
| 10.     | 12 lutego | 2006 | Turyn          | 2 × 7,5 km łączony, na dochodzenie | 42:48,7    | +51,8   | Kristina Šmigun   |
| 3.      | 16 lutego | 2006 | Turyn          | 10 km stylem klasycznym            | 27:51,4    | +22,6   | Kristina Šmigun   |
| 5.      | 21 lutego | 2006 | Turyn          | Sztafeta 4 × 5 km                  | 54:47,7    | +34,1   | Rosja             |
| 28.     | 22 lutego | 2006 | Turyn          | Sprint stylem dowolnym             | 2:12,3     | -       | Chandra Crawford  |

### Mistrzostwa świata
| Miejsce | Dzień     | Rok  | Miejscowość         | Konkurencja             | Czas biegu | Strata  | Zwyciężczyni      |
| ------- | --------- | ---- | ------------------- | ----------------------- | ---------- | ------- | ----------------- |
| 14.     | 19 lutego | 1999 | Ramsau am Dachstein | 15 km stylem dowolnym   | 38:49,0    | +2:43,0 | Stefania Belmondo |
| 4.      | 15 lutego | 2001 | Lahti               | 15 km st. klasycznym    | 43:54,8    | +56,4   | Bente Skari       |
| 6.      | 20 lutego | 2001 | Lahti               | 10 km st. klasycznym    | 29:13,5    | +1:00,8 | Bente Skari       |
| 2.      | 23 lutego | 2001 | Lahti               | Sztafeta 4 × 5 km       | 53:01,6    | +1:00,3 | Rosja             |
| 4.      | 18 lutego | 2003 | Val di Fiemme       | 15 km stylem klasycznym | 39:40,9    | +1:21,8 | Bente Skari       |
| 3.      | 20 lutego | 2003 | Val di Fiemme       | 10 km stylem klasycznym | 25:47,0    | +29,7   | Bente Skari       |
| 4.      | 22 lutego | 2003 | Val di Fiemme       | 10 km łączony           | 26:38,4    | +1,1    | Kristina Šmigun   |
| 2.      | 24 lutego | 2003 | Val di Fiemme       | Sztafeta 4 × 5 km       | 50:54,7    | +31,6   | Niemcy            |
| 3.      | 26 lutego | 2003 | Val di Fiemme       | Sprint stylem dowolnym  | 3:28,8     | +1,8    | Marit Bjørgen     |
| DNF     | 28 lutego | 2003 | Val di Fiemme       | 30 km stylem dowolnym   | 1:14:29,8  | -       | Olga Zawiałowa    |
| 11.     | 19 lutego | 2005 | Oberstdorf          | 2 × 7,5 km bieg łączony | 42:16,8    | +1:23,7 | Julija Czepałowa  |
| 1.      | 21 lutego | 2005 | Oberstdorf          | Sztafeta 4 × 5 km       | 57:15,7    | -       | -                 |
| 1.      | 25 lutego | 2005 | Oberstdorf          | Sprint drużynowy        | 12:19,7    | -       | -                 |

### Mistrzostwa świata juniorów
| Miejsce | Dzień    | Rok  | Miejscowość | Konkurencja             | Wynik   | Strata | Zwyciężczyni        |
| ------- | -------- | ---- | ----------- | ----------------------- | ------- | ------ | ------------------- |
| 4.      | ? marca  | 1982 | Murau       | 5 km stylem klasycznym  | 14:07,4 | +16,4  | Hanne Krogstad      |
| 2.      | 11 marca | 1983 | Kuopio      | 5 km stylem klasycznym  | 14:29,5 | +1,3   | Swietłana Sacharowa |
| 2.      | ? marca  | 1983 | Kuopio      | Sztafeta 3 × 5 km       | 44:49,0 | +13,3  | Finlandia           |
| 2.      | 3 lutego | 1984 | Trondheim   | 10 km stylem klasycznym | 32:48,5 | +25,0  | Swietłana Sacharowa |
| 1.      | 5 lutego | 1984 | Trondheim   | Sztafeta 3 × 5 km       | 52:27,8 | -      | -                   |

### Puchar Świata

#### Miejsca w klasyfikacji generalnej
- sezon 1983/1984: 45.
- sezon 1984/1985: 56.
- sezon 1997/1998: -
- sezon 1998/1999: -
- sezon 1999/2000: 16.
- sezon 2000/2001: 14.
- sezon 2001/2002: 6.
- sezon 2002/2003: 5.
- sezon 2003/2004: 4.
- sezon 2004/2005: 6.
- sezon 2005/2006: 8.
- sezon 2006/2007: 45.
- sezon 2007/2008: 69.

#### Miejsca na podium
| Nr  | Dzień        | Rok  | Miejscowość   | Konkurencja             | Czas biegu  | Strata      | Miejsce | Zwycięzca           |
| --- | ------------ | ---- | ------------- | ----------------------- | ----------- | ----------- | ------- | ------------------- |
| 1.  | 9 grudnia    | 2001 | Cogne         | Sprint st. dowolnym     | -           | -           | 3.      | Kateřina Neumannová |
| 2.  | 6 stycznia   | 2002 | Val di Fiemme | Sprint st. dowolnym     | -           | -           | 2.      | Kateřina Neumannová |
| 3.  | 15 grudnia   | 2002 | Cogne         | Sprint st. klasycznym   | -           | -           | 3.      | Bente Skari         |
| 4.  | 19 grudnia   | 2002 | Linz          | Sprint st. dowolnym     | -           | -           | 2.      | Pirjo Manninen      |
| 5.  | 25 stycznia  | 2003 | Oberhof       | 10 km st. klasycznym    | 28:37.5 min | +41.8 s     | 2.      | Bente Skari         |
| 6.  | 10 stycznia  | 2004 | Otepää        | 15 km st. klasycznym    | 41:02.2 min | +1.1 s      | 3.      | Claudia Künzel      |
| 7.  | 14 lutego    | 2004 | Oberstdorf    | 15 km łączony           | 41:45.2 min | +5,9 s      | 2.      | Julija Czepałowa    |
| 8.  | 21 lutego    | 2004 | Umeå          | 10 km st. klasycznym    | 31:47.2 min | +15,3 s     | 2.      | Kateřina Neumannová |
| 9.  | 8 stycznia   | 2005 | Otepää        | 10 km st. klasycznym    | 27:20.2 min | +10,5 s     | 2.      | Marit Bjørgen       |
| 1,. | 10 grudnia   | 2005 | Vernon        | 15 km łączony           | 42:27.8 min | +2.6 s      | 3.      | Marit Bjørgen       |
| 11. | 7 stycznia   | 2006 | Otepää        | 10 km stylem klasycznym | 27:09.4 min | -           | 1.      | -                   |
| 12. | 4 marca      | 2006 | Mora          | 45 km st. klasycznym    | 2:17:53.0 h | +1.18.0 min | 2.      | Marit Bjørgen       |
| 13. | 19 listopada | 2006 | Drammen       | Sprint st. klasycznym   | -           | -           | 3.      | Petra Majdič        |

### FIS Marathon Cup

#### Miejsca w klasyfikacji generalnej
- sezon 2005/2006 – 7.
- sezon 2006/2007 – 4.
- sezon 2007/2008 – 4.
- sezon 2008/2009 – 2.

#### Miejsca na podium
| Nr | Dzień       | Rok  | Zawody             | Konkurencja             | Czas biegu  | Strata      | Miejsce | Zwyciężczyni      |
| -- | ----------- | ---- | ------------------ | ----------------------- | ----------- | ----------- | ------- | ----------------- |
| 1. | 18 marca    | 2006 | Birkebeinerrennet  | 54 km stylem klasycznym | 3:08:10.0 h | -           | 1.      | -                 |
| 2. | 28 stycznia | 2007 | Marcialonga        | 70 km stylem klasycznym | 2:25:00.2 h | -           | 1.      | -                 |
| 3. | 16 grudnia  | 2007 | La Sgambeda        | 42 km stylem dowolnym   | 1:57:59.6 h | +2:31.1 min | 2.      | Tatjana Jambajewa |
| 4. | 13 stycznia | 2008 | Jizerská Padesátka | 50 km stylem klasycznym | 2:35:07.0 h | +1:25.3 min | 3.      | Jenny Hansson     |
| 5. | 15 marca    | 2008 | Birkebeinerrennet  | 54 km stylem klasycznym | 2:52:04.0 h | -           | 1.      | -                 |
| 6. | 15 lutego   | 2009 | Tartu Maraton      | 63 km stylem klasycznym | 3:13:04,0 h | +1:58,0 min | 2.      | Sandra Hansson    |

## Sukcesy w narciarskim biegu na orientację

### Mistrzostwa świata
| Miejsce | Mistrzostwa | Miejscowość     | Konkurencja    | Czas biegu | Strata     | Zwyciężczyni      |
| ------- | ----------- | --------------- | -------------- | ---------- | ---------- | ----------------- |
| 8.      | 1992        | Pontarlier      | Długi dystans  | 1:16:52 h  | +10:34 min | Annika Zell       |
| 24.     | 1992        | Pontarlier      | Krótki dystans | 28:38 min  | +10:44 min | Arja Hannus       |
| 3.      | 1992        | Pontarlier      | Sztafeta       | 2:04:31 h  | +9:52 min  | Szwecja           |
| 4.      | 1994        | Val di Non      | Długi dystans  | 1:17:30 h  | +3:01 min  | Pepa Miluszewa    |
| 2.      | 1994        | Val di Non      | Krótki dystans | 27:40 min  | +20 s      | Virpi Juutilainen |
| 2.      | 1994        | Val di Non      | Sztafeta       | 1:46:50 h  | +1:22 min  | Szwecja           |
| 2.      | 1996        | Lillehammer     | Długi dystans  | 1:11:50 h  | +1:41 min  | Annika Zell       |
| 5.      | 1996        | Lillehammer     | Krótki dystans | 32:24 min  | +2:56 min  | Arja Nuolioja     |
| 4.      | 1996        | Lillehammer     | Sztafeta       | 1:57:55 h  | +6:56 min  | Szwecja           |
| 9.      | 1998        | Windischgarsten | Długi dystans  | 1:24:27 h  | +10:32 min | Liisa Anttila     |
| 14.     | 1998        | Windischgarsten | Krótki dystans | 1:24:27 h  | +8:50 min  | Annika Zell       |
| 3.      | 1998        | Windischgarsten | Sztafeta       | 1:09:53 h  | +1:05 min  | Finlandia         |

### Puchar Świata

#### Miejsca w klasyfikacji generalnej
- 1993 - 3. miejsce
- 1995 - 3. miejsce
- 1997 - 1. miejsce